# Байта
40°52′11″ пн. ш. 111°50′44″ сх. д. / 40.8696572° пн. ш. 111.8454813° сх. д.
Байта (кит. 白塔站, пін. Báitǎ Zhàn) — залізнична станція в КНР, розміщена на Цзінін-Баотоуській залізниці між станціями Таобуці і Хух-Хото-Східне.
Розташована в районі Сайхань міста Хух-Хото (автономний район Внутрішня Монголія). Відкрита в 1923 році.